# Tropopauze

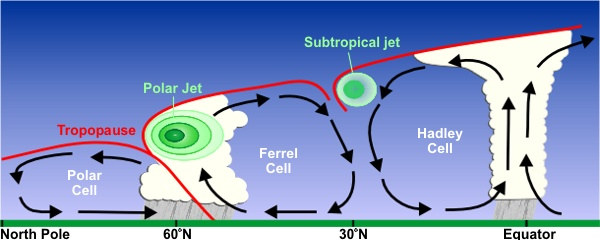
De hoogte van de tropopauze wordt bepaald door de atmosferische circulatie

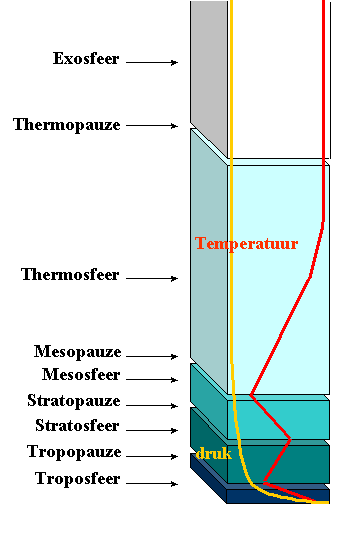
Opbouw van de atmosfeer.

De tropopauze markeert de overgang tussen de troposfeer en de stratosfeer.
In de troposfeer heerst een negatieve temperatuurgradiënt; de temperatuur neemt af bij toenemende hoogte. De temperatuurafname is ongeveer 6,5°C per kilometer. De stratosfeer heeft echter een positieve temperatuurgradiënt. Het overgangsgebied wordt de tropopauze genoemd en begint per definitie bij een temperatuurafname van 2°C/1,000 ft.
Het omslagpunt van een negatieve naar een positieve gradiënt ligt boven de tropen een stuk hoger dan boven de polen. Boven de tropen kan dit gaan tot 18 km, terwijl de tropopauze boven de polen op gemiddeld 7 km ligt. In de winter kan dit zelfs dalen naar 5 km.

## Ontdekking
Het bestaan van de tropopauze is ontdekt op 31 juli 1901 toen Arthur Berson en Reinhard Süring met de ballon Preussen vanaf het Tempelhofer Feld een hoogte van meer dan 10.000 meter bereikten.
Troposfeer · Tropopauze · Stratosfeer · Stratopauze · Mesosfeer · Mesopauze · Thermosfeer · Thermopauze · Exosfeer